# دراگودول
دراگودول (به صربی: Dragodol) یک منطقهٔ مسکونی در صربستان است که در اوسچینا واقع شده‌است.